# Christian Gottfried Schulze

Stich von unbekanntem Künstler (Johann C. B. Gottschick?)

Christian Gottfried Schul(t)ze (* 1749 in Dresden; † 22. Februar 1819 in Dresden) war ein deutscher (sächsischer) Kupferstecher.

## Leben
Schulze war der Sohn eines Gürtlers und erlernte den Beruf des Vaters. Nachdem er ausgelernt hatte, war er 5 Jahre lang bei ihm als Geselle tätig. Gleichzeitig besuchte er die Dresdner Akademie. 1772 wurde er auf Empfehlung des General-Direktors Christian Ludwig von Hagedorn als Hofstipendiat nach Paris geschickt, um sich bei Johann Georg Wille weiter auszubilden. Nach zehnjährigem Aufenthalt in Paris wurde Schulze als Hofkupferstecher nach Dresden berufen. Schulze arbeitete von 1783 an in Dresden.

## Rezeption
In einer 21-seitigen Übersicht in der Allgemeinen deutschen Bibliothek über die „Schönen Künste“ (Untertitel: „Bildende Künste, besonders Kupferstiche“) wird das Herausragende in Europa aufgezählt. Unter „Dresden“ steht als erstes:
Das Bildniß des gelehrten Bauers Joh. Georg Palitzsch, zu Prohlis ohnweit Dresden, von Hrn. Schulze nach Graf im J. 1782. in Fol. gestochen, verdient angeführt zu werden…
Auch in Naglers Neuem allgemeinem Künstler-Lexicon von 1846 wird Schulze lobend bewertet: 
[Schulze] lieferte zahlreiche Blätter jeder Art. Viele davon sind mit Auszeichnung zu nennen, da Schulze nicht nur ein tüchtiger Stecher, sondern auch in der Zeichnung sehr erfahren war. Andere wurden nur unter seiner Aufsicht von Schülern gestochen.

## Werke (Beispiele)

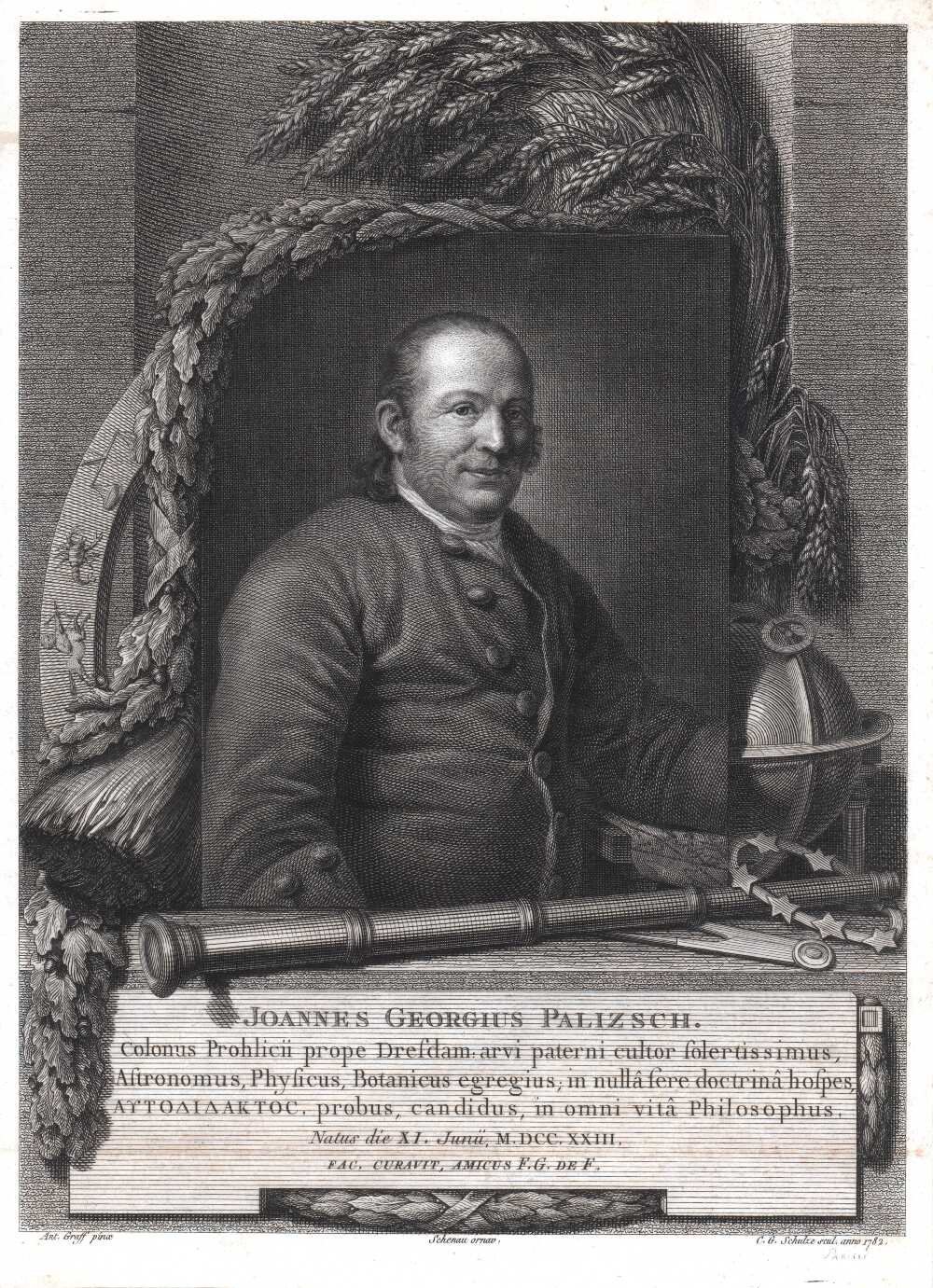
Bildnis des Bauerngelehrten Palitzsch (1782) nach Graff-Gemälde von 1777

### Kupferstich
- 1782: Der gelehrte Bauer Palitzsch[8][9]

### Buch
- Wilhelm Gottlieb Becker: Das Seiferdorfer Thal. Leipzig und Dresden, 1792 (Digitalisat)